# Blind Hearts
Blind Hearts er en amerikansk stumfilm fra 1921 af Rowland V. Lee.

## Medvirkende
- Hobart Bosworth som Lars Larson
- Wade Boteler som John Thomas
- Irene Blackwell som Mrs. Thomas
- Collette Forbes som Hilda Larson
- Madge Bellamy som Julia Larson
- Raymond McKee som Paul Thomas
- William Conklin som James Curdy
- Lule Warrenton som Rita
- Henry Hebert som James Bradley